# Obelisco de la Arganzuela
El obelisco de la Arganzuela se encuentra situado en el parque Madrid Río. Su ubicación original fue la actual glorieta de Emilio Castelar, en el paseo de la Castellana, por lo que fue conocido como obelisco de la Castellana u obelisco de la Fuente Castellana —denominación que sigue conservando a efectos de conservación del patrimonio—. Lo mandó construir el rey Fernando VII, poco antes de su muerte, con objeto de celebrar el nacimiento de su hija, la futura reina Isabel II. Las obras comenzaron bajo la regencia de María Cristina de Borbón, en 1833.

## Historia
Aunque conocido como "obelisco", se trató originalmente de una fuente monumental mandada construir por el rey Fernando VII para conmemorar el nacimiento de su hija y heredera, la futura Isabel II. El encargo vino directamente del rey, a expensas del comisario general de Cruzada Manuel Fernández Varela. Finalmente, la construcción del monumento no comenzó hasta tres años después, para celebrar el tercer cumpleaños de la princesa, que tuvo lugar poco después de la muerte del rey, el 29 de septiembre de 1833. Por expreso deseo de la reina regente, María Cristina, el inicio de las obras se hizo coincidir con el cumpleaños de la princesa, que tenía lugar el 10 de octubre, si bien no fue hasta el día siguiente cuando se llevó a cabo la colocación oficial de la primera piedra del monumento. Las obras durarían cinco años.
Los responsables del proyecto fueron el arquitecto Francisco Javier de Marietegui (1775-1844) y el escultor y académico José de Tomás (1795-1848), que se encargó de la ornamentación. Colaboraron también el cantero José Arnilla y el broncista Eugenio Alonso. El resultado fue una de las obras más destacables de la arquitectura conmemorativa neoclásica construidas en Madrid en las primeras décadas del siglo XIX.
La ubicación elegida fue el entonces recién abierto paseo de la Castellana. Aunque inicialmente se consideró situarlo al final del paseo del Cisne —actual paseo de Eduardo Dato, que entonces terminaba en la Castellana—, finalmente se eligió una ubicación un poco más hacia el norte, en una plaza que, debido a la ubicación del nuevo monumento, sería denominada plaza del Obelisco y que es hoy la glorieta de Emilio Castelar. En 1838 la concluyó la nueva fuente, que disponía de un pilón «de piedra berroqueña de 70 pies de diámetro exterior». Sobre el fondo del pilón se levantaban, sobre zócalos, el obelisco y dos esfinges de bronce con surtidores, que lo franqueaban. La disposición de la fuente cambió en 1868, cuando se sustituyó el pilón por un espacio ajardinado y las esfinges fueron trasladadas al Retiro, donde embellecieron la entrada al estanque.
En 1906 se desmontó la fuente para instalar en su lugar el actual monumento a Emilio Castelar, obra de Mariano Benlliure y levantado mediante subscripción pública. Aunque se había considerado que dicho monumento se erigiese en la plaza de Cibeles —que entonces tenía oficialmente la denominación del académico y político gaditano— y luego en la de la de Cánovas del Castillo, la decisión final fue su actual ubicación. La plaza pasó así de llamarse glorieta del Obelisco a plaza de Emilio Castelar. En 1914 se volvió a instalar, esta vez en la plaza de Manuel Becerra, recuperándose las esfinges de bronce que hacían de surtidor así como un vaso circular situado en su parte inferior. El desmontaje de la fuente fue aprovechado por el diario diario ABC para hacer inocentada. El periódico se hizo eco del supuesto de un tesoro en un arca de madera encontrado bajo el monumento al desmontarlo. El contenido del arca, monedas de oro y documentos, se mostraría en el cercano Palacio de Bellas Artes, y a él acudieron cientos de madrileños cayendo en la inocentada.
Este conjunto permaneció en la plaza de Manuel Becerra hasta 1969, cuando fue de nuevo desmontada debido a la construcción de un paso subterráneo en dicha plaza. El peso de la fuente aconsejó su traslado. Su nueva ubicación fue el parque de la Arganzuela, recién creado junto al Manzanares en el lugar de la antigua dehesa de la Arganzuela. La escasa calidad del terreno, formado fundamentalmente por fango, requirió la instalación de pilotes clavados a quince metros de profundidad, sobre los que se instaló el obelisco. Este se convirtió en el elemento más destacado del nuevo parque, ocupando el punto central de una fuente ornamental dotada de un gran estanque elíptico (de 106 por 65 metros) y varios juegos de agua. Entre 1992 y 1995, el vaso fue vaciado y los surtidores detenidos para proceder a la impermeabilización del vaso.
Las obras de soterramiento de la M-30 ejecutadas entre 2004 y 2007 provocaron la última remodelación de la fuente. Desaparecieron tanto el vaso como los surtidores de que disponía. Con la reapertura del parque en 2011, ya parte del parque Madrid Río, se colocó el monumento junto a un paseo con los caños de sus esfinges cegados.

## Descripción
El monumento consiste en un pedestal de grandes dimensiones colocado sobre zócalo de granito, coronado por una cornisa de piedra caliza  que se encuentra decorada con diversas esculturas, armas reales y de la Villa de Madrid. Sobre ella se eleva una gran columna de granito rojo rematada por una estrella de bronce.